# Les Tournesols
Pour les articles homonymes, voir Tournesol (homonymie).
Les Tournesols est le nom attribué à deux séries de peintures réalisées par Vincent van Gogh.
La première est exécutée lors de son séjour à Paris en 1887, avec des tournesols posés sur une table. La seconde comprend six toiles réalisées lors de son séjour à Arles en août 1888 (quatre tableaux) et en janvier 1889 (deux copies qu'il appelle les Répétitions) ; elle représente des bouquets de tournesols dans des vases. Une « septième » toile du sujet, d'attribution controversée lui est en outre attribuée.

## La série desTournesolsparisiens
On sait peu de choses des activités de Vincent van Gogh durant les deux années où il vit avec son frère Théo à Paris, entre 1886 et 1888. Il réalise une première série de tournesols posés devant lui.
Dans une lettre à son frère datée d'août 1888, alors qu'il est installé à Arles, il évoque un détail de ce séjour parisien qui lui inspire la série des Tournesols : « A côté de ton magasin, dans le restaurant, tu sais bien qu’il y a une si belle décoration de fleurs là, je me rappelle toujours le grand tournesol dans la vitrine. » Il s'agit d'un restaurant appartenant à la chaîne Duval qui, en 1900, portera le nom Le Soleil, d'après une photographie de l'époque. Il est situé à côté de la galerie Boussod et Valadon, anciennement Goupil & Cie, qui emploie Théo comme directeur de succursale, au 21 boulevard Montmartre.

## La série desTournesolsarlésiens
« Je suis en train de peindre avec l'entrain d'un Marseillais mangeant la bouillabaisse ce qui ne t'étonnera pas lorsqu'il s'agit de peindre des grands Tournesols. »

— Vincent van Gogh, Correspondance Générale : Tome III, Gallimard, Paris, 1990

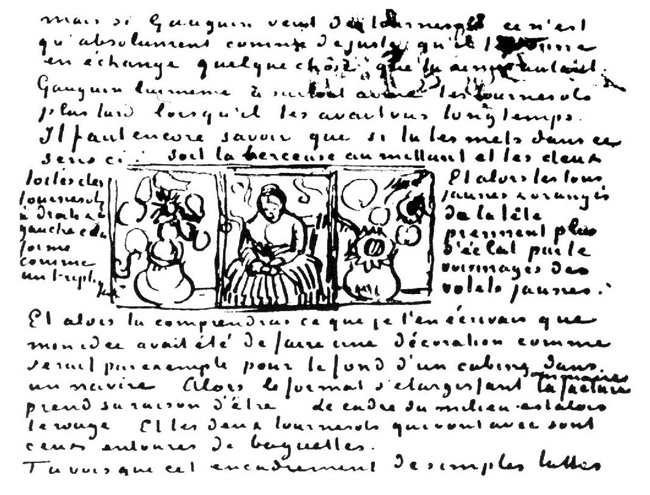
Croquis de l'idée de triptyque, lettre à Théo van Gogh.

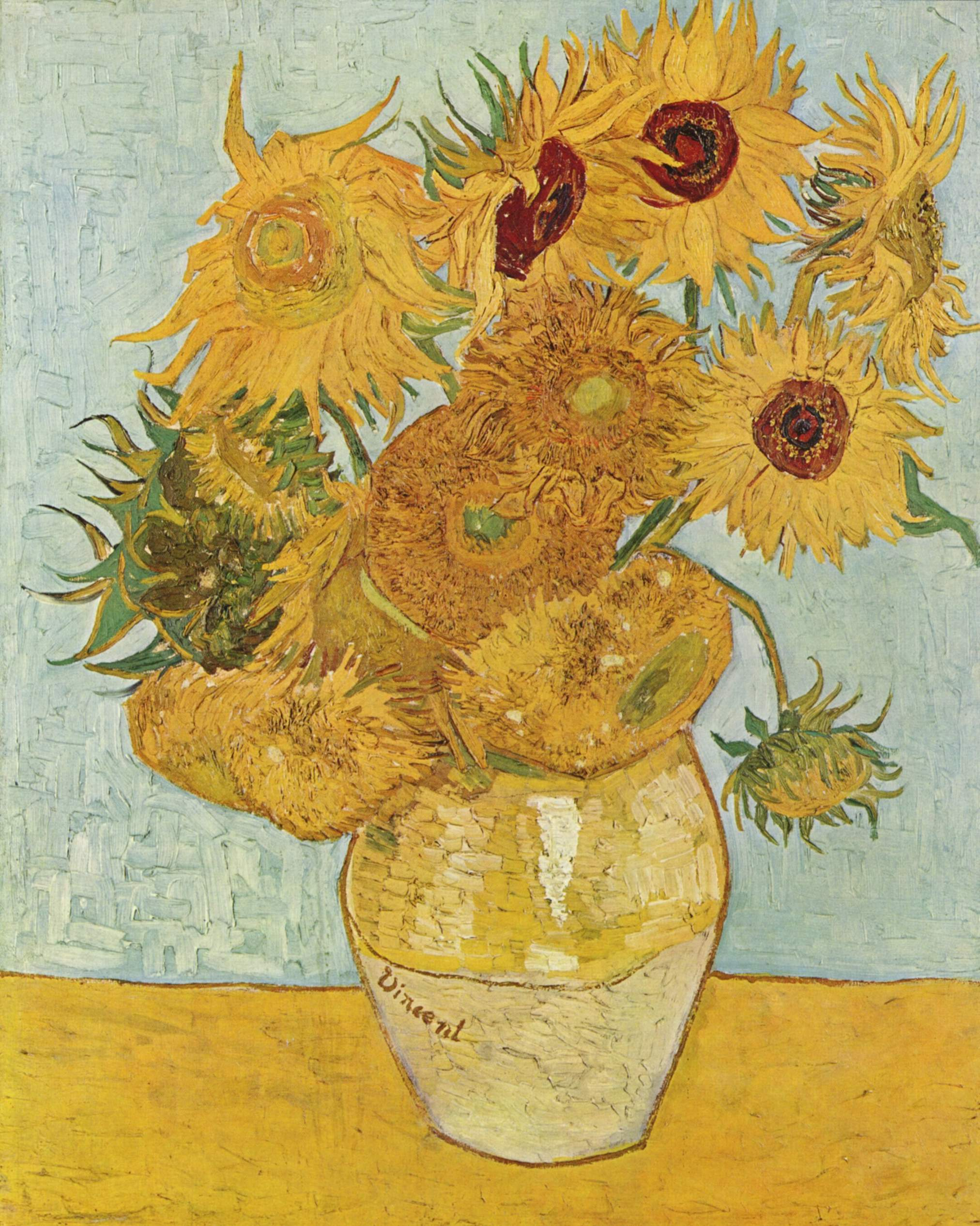
Vincent van Gogh, Les Tournesols,, août 1888 (Neue Pinakothek, Munich, Allemagne).

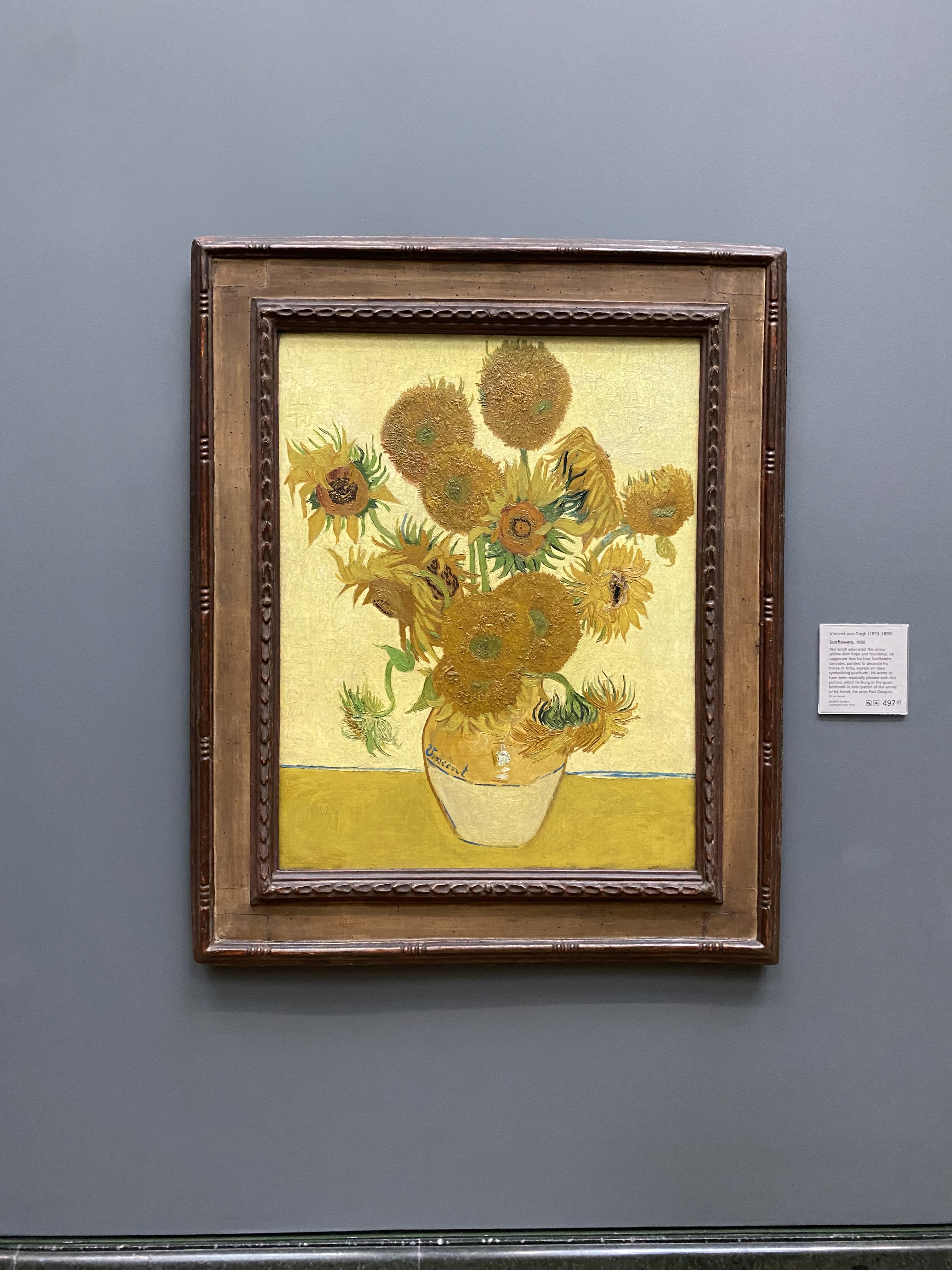
Vincent Van Gogh, Les Tournesols, huile sur toile, 1888, National Gallery, Londres.

En août 1888, alors qu'il habite à Arles, Vincent van Gogh réalise une peinture représentant un vase avec douze tournesols, ainsi qu'un vase avec quatorze tournesols, selon ses descriptions, mais dans lesquels on dénombre respectivement quatorze et quinze fleurs. Par commodité et respect, il est préférable de reprendre les titres qu'il a lui-même donnés à ses toiles[réf. nécessaire]. L’artiste a toujours considéré ces deux derniers  tableaux de la série de l'été 1888 comme des pendants ; il songera même plus tard à les encadrer aux côtés de La Berceuse (Augustine Roulin), afin de créer un triptyque symbolisant la gratitude,,.
Alors qu'il en est à la troisième de ses natures mortes à l'huile sur toile de tournesols dans un vase, il résume dans une lettre à son frère Théo, datée du 22 août 1888 : « J'ai 3 toiles en train, 1) 3 grosses fleurs dans un vase vert, fond clair (toile de 15), 2) 3 fleurs, une fleur en semence et effeuillée & un bouton sur fond bleu de roi (toile de 25), 3) douze fleurs & boutons dans un vase jaune (toile de 30). Le dernier est donc clair sur clair et sera le meilleur j'espère. Je ne m'arrêterai probablement pas là. ». Malheureusement, les fleurs étant fanées, Vincent ne créera plus de nouvelle composition du sujet. Il n'évoquera que les répétitions de ses deux derniers bouquets peints en janvier 1889.
La série de 1888 a été réalisée dans cet ordre :

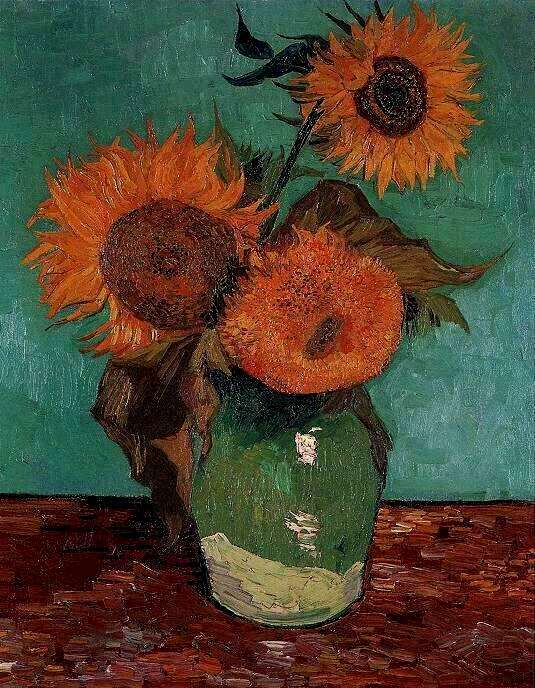
Vase avec trois tournesols, 65 × 54 cm, août 1888, collection privée, États-Unis[6].
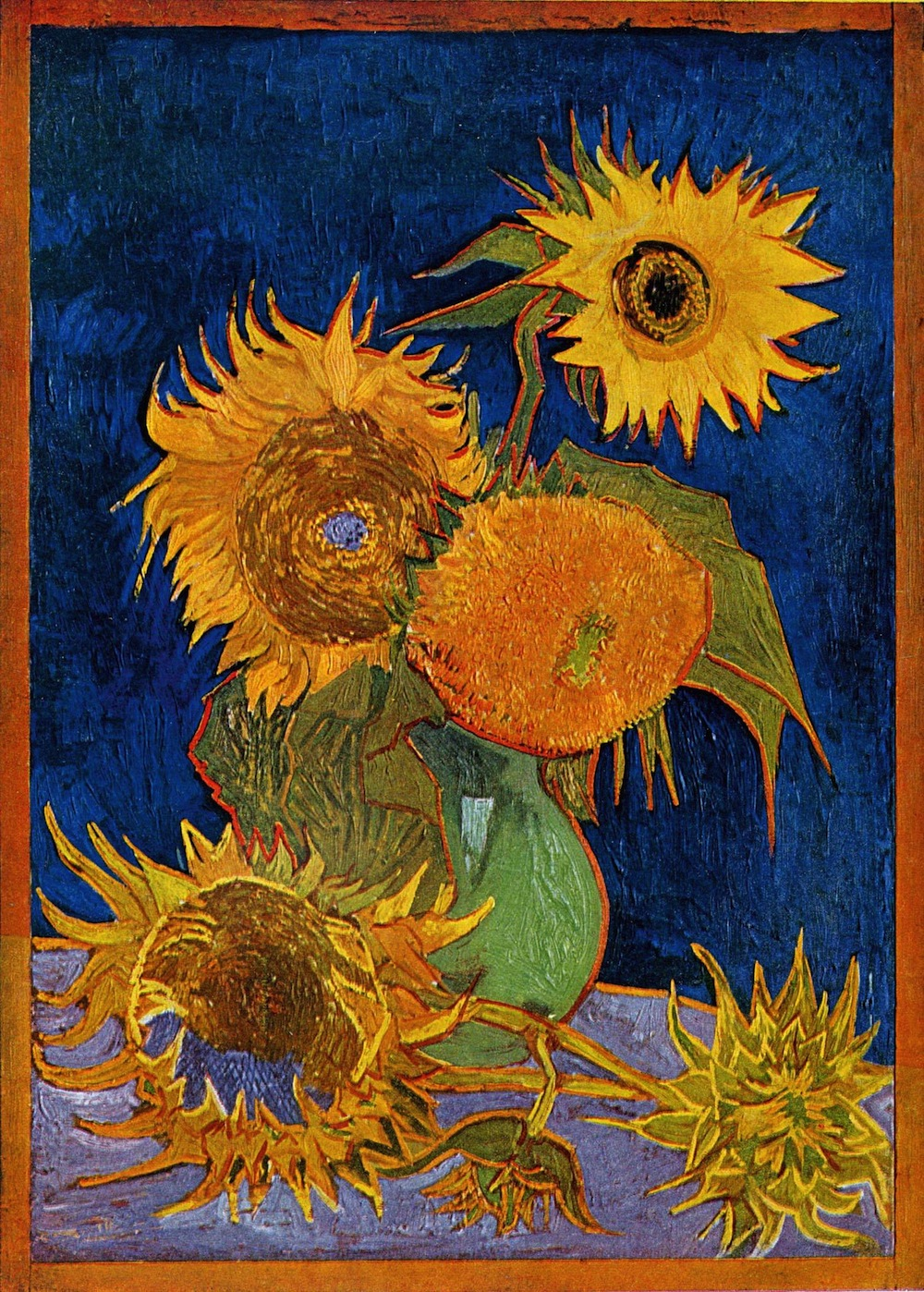
Vase avec cinq tournesols, 98 × 69 cm, août 1888, détruit entre le 4 et 5 août 1945, Japon[7].
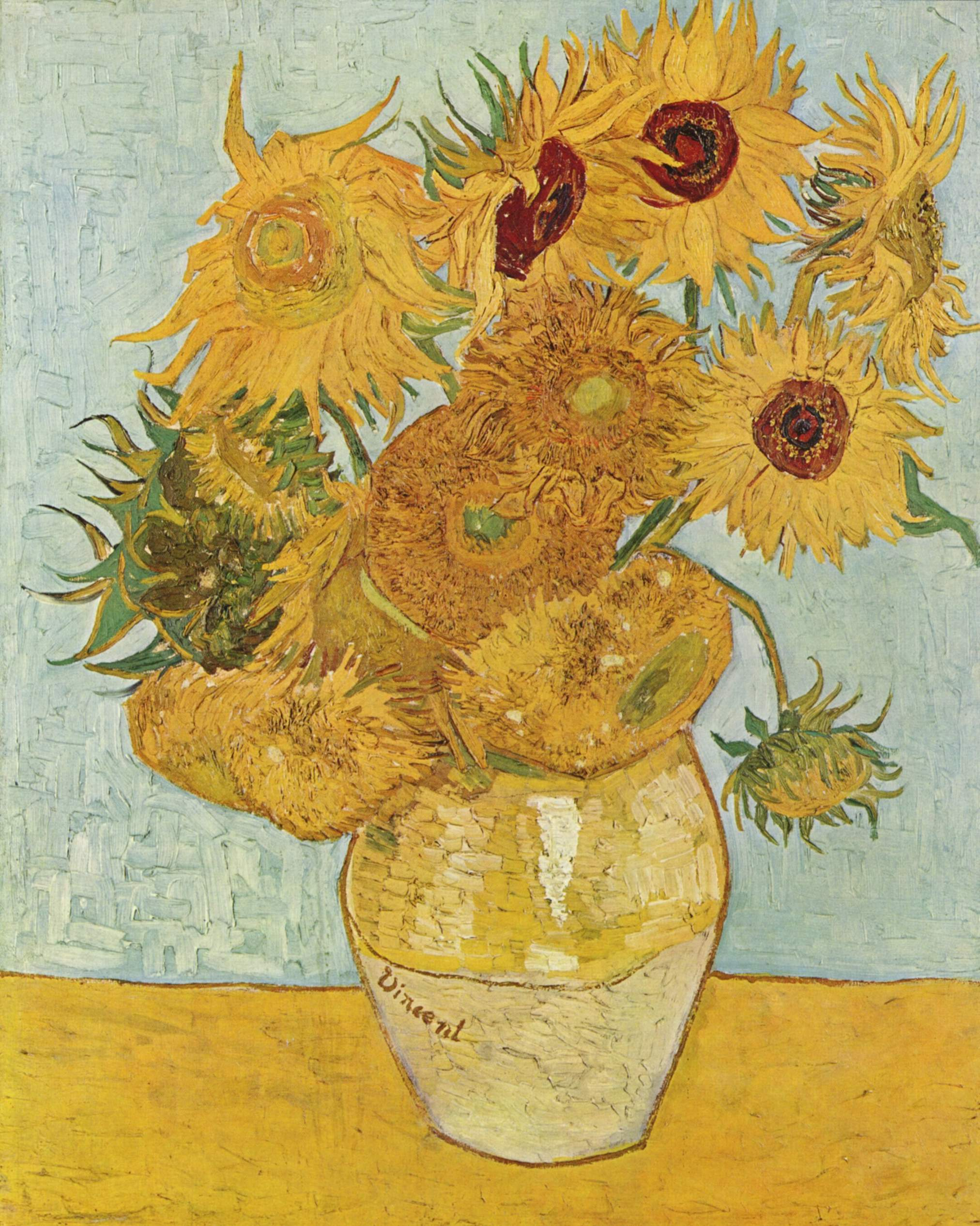
Vase avec douze tournesols, 92 × 73 cm, août 1888, Neue Pinakothek, Munich, Allemagne[2].
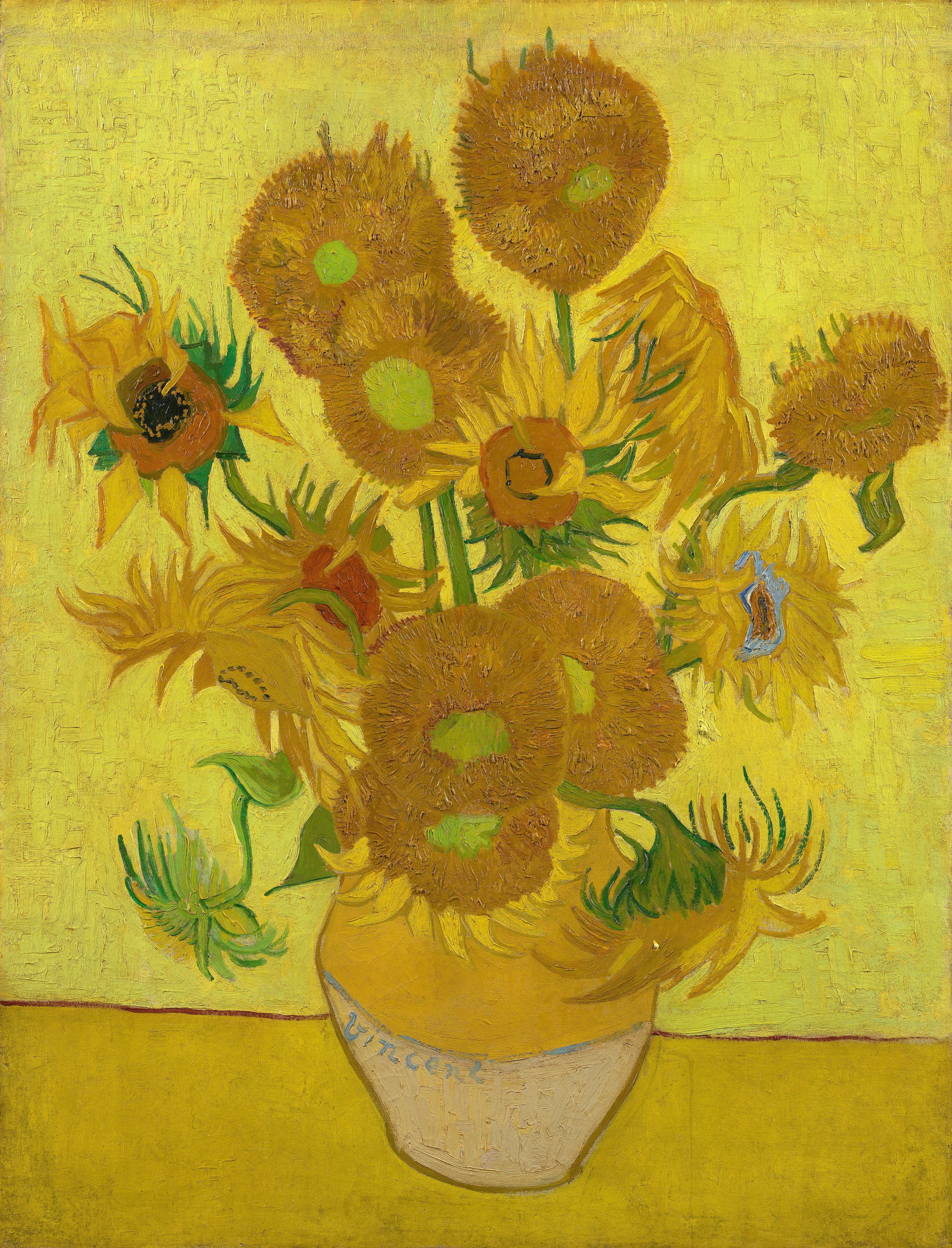
Quatorze tournesols, Van Gogh Museum, Amsterdam.

### Paul Gauguin et lesTournesols

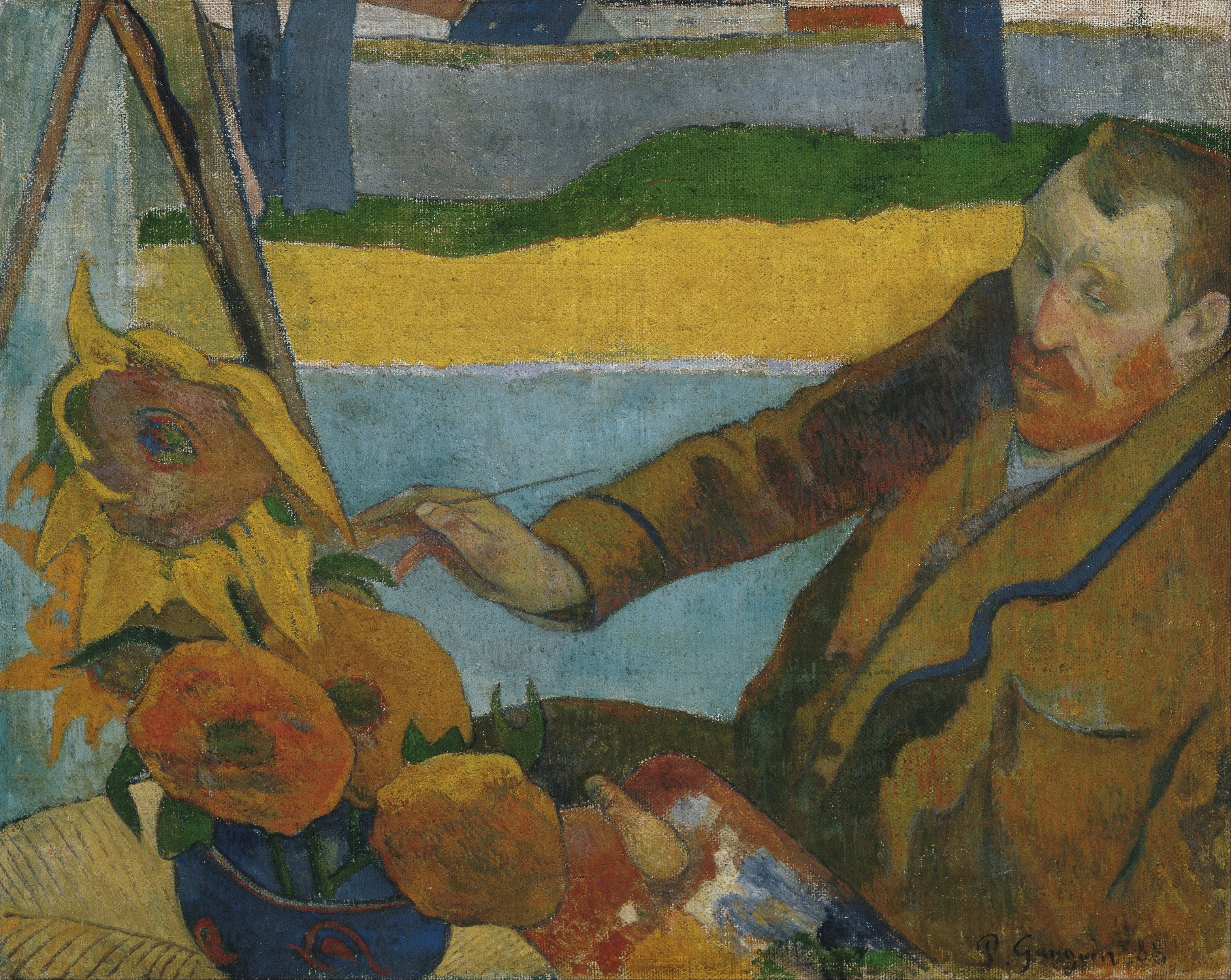
Paul Gauguin, Van Gogh peignant des tournesols, 1888.

Au départ, Van Gogh conçoit cette série en vue de décorer son atelier qu'il s'apprête à partager avec Paul Gauguin. « Dans l'espoir de vivre dans un atelier à nous avec Gauguin je voudrais faire une décoration pour l'atelier. Rien que des grands Tournesols. [...] Enfin si j'exécute ce plan il y aura une douzaine de panneaux. Le tout sera une symphonie en bleu et jaune donc. J'y travaille tous ces matins à partir du lever du soleil. Car les fleurs se fanent vite et il s'agit de faire l'ensemble d'un trait. »
Paul Gauguin s'installe dans la Maison jaune avec Vincent van Gogh à partir du 23 octobre 1888. Il sera impressionné par les deux dernières toiles de Tournesols que Vincent a finalement accrochées dans sa chambre. Au grand plaisir de l'artiste néerlandais : il dira de la dernière, à fond jaune, qu'elle est « une page parfaite d’un style essentiellement Vincent ». Les deux peintres ont des conceptions de l'art parfois très différentes, qui génèrent de nombreuses disputes entre eux et aboutissent au départ de Paul Gauguin le 25 décembre 1888. Malgré tout, celui-ci reste admiratif de cette série et, dans une lettre, il lui demandera sa toile à fond jaune… que Van Gogh lui refusera,,.
Arrangeant, et pour faire à Gauguin « un plaisir d'une certaine force », Van Gogh peindra cependant, fin janvier, une copie de chacun des originaux de la chambre de Gauguin en vue d'un échange avec lui, des "répétitions absolument équivalentes et pareilles". Il l'écrit à Théo dans sa lettre du 28 janvier 1889 qui nous indique incidemment que Van Gogh possède « 2 épreuves » de chaque, comme pour la Berceuse. Il n'a donc pas d'autre copie à cette date : « Je crois t’avoir déjà dit qu’en outre j’ai une toile de Berceuse, juste celle que je travaillais lorsque ma maladie est venue m’interrompre. De celle-là je possède également aujourd’hui 2 épreuves. »
Les deux répétitions peintes pour Gauguin sont :

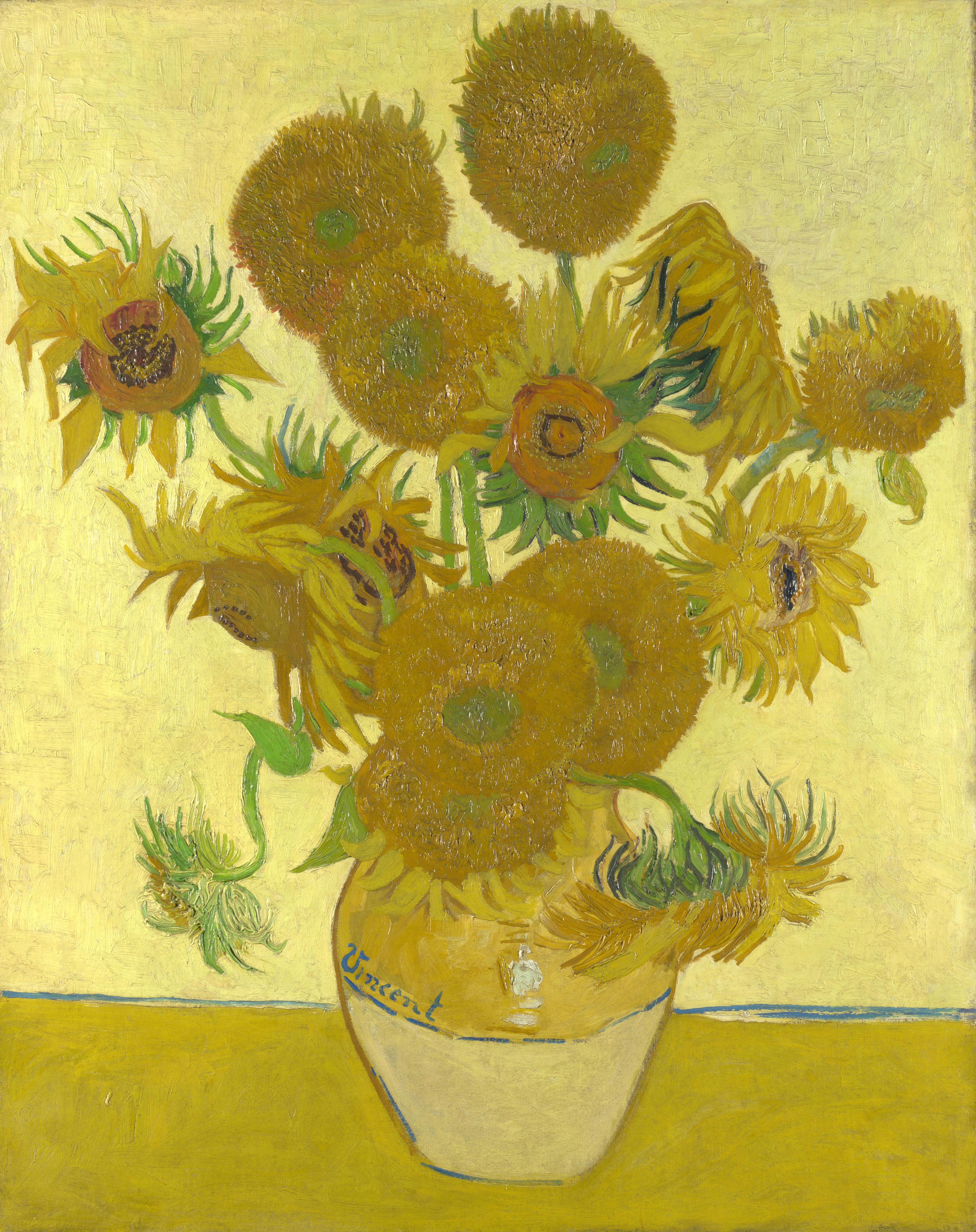
Vase avec quatorze tournesols, août 1888 à Arles, National Gallery (Londres).
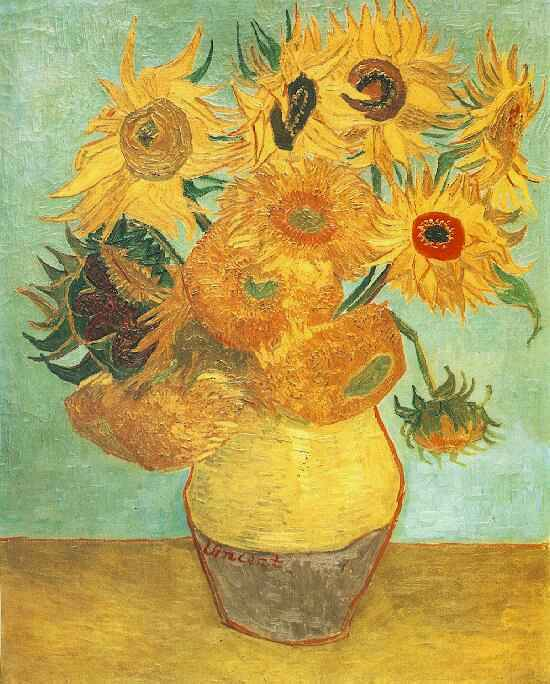
Vase avec douze tournesols, 92,4 × 71,1 cm, janvier 1889, Philadelphia Museum of Art (États-Unis)[9].

La septième toile de Tournesols ou troisième répétition, copie de la version de la National Gallery, mise en cause par de nombreux experts depuis le milieu des années 1990, n'a donc pas été peinte par Van Gogh avant cette date, contrairement à ce qu'ont soutenu ses défenseurs qui, négligeant le décompte de Van Gogh, ont supposé une réalisation en décembre 1888.

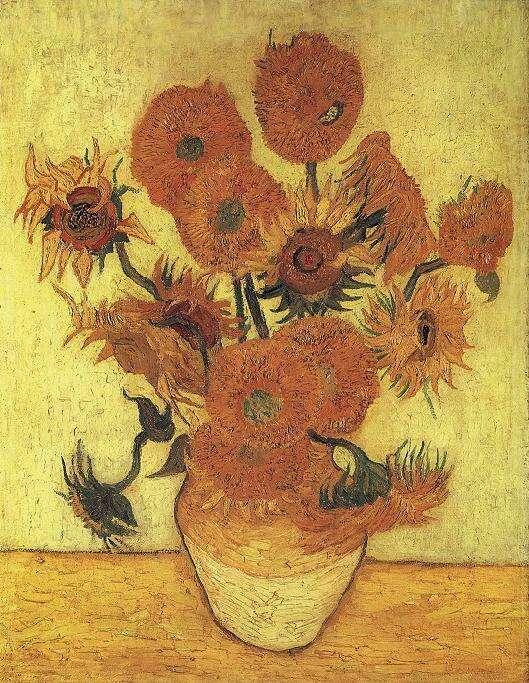
Vase avec quinze tournesols, sans date, Sompo Museum, Tokyo (Japon)[10].

## Description et analyse

### Composition, couleurs
La composition des tableaux est d'une extrême simplicité. Couleurs et contours délimitent les différents espaces : le fond de la pièce, le plan d'appui et le vase. Alors que tout ce qui entoure les bouquets fait l'objet d'un traitement sobre, presque sommaire, les tournesols bénéficient d'un soin pictural minutieux. Cette opposition entre simplicité formelle et la puissance chromatique tire son origine de l’art de l’estampe japonaise, très influent sur le travail de Vincent van Gogh ; elle laisse également transparaître un lien avec le mouvement du cloisonnisme, cher à Gauguin et à l'école de Pont-Aven. Les tableaux sont innovateurs pour l'époque par l'utilisation d'un large spectre de jaunes, rendue possible par l'invention de colorants.

« Mais évidemment, j’ai peint de nombreuses autres études ou peintures pendant tout ce temps. Entre autres cet été, deux fleurs avec rien que des tournesols dans un pot en terre cuite jaune. Peint avec les trois jaunes de chrome, l'ocre jaune et le vert "véronèse" et rien d'autre. »

— Vincent van Gogh, Lettre à Arnold Koning du 22 janvier 1889.

### Choix du tournesol
Avant ses toiles arlésiennes, Vincent van Gogh avait déjà peint des tournesols aux Pays-Bas, (toile perdue), puis à Paris en 1887 dans les toiles comme Lotissement avec tournesols, Abri avec tournesols et Tournesol en graines, aujourd'hui dans la collection du Musée Van Gogh d'Amsterdam.
Lors de son séjour à Paris (1886-1888), Vincent van Gogh s'est exercé à la maîtrise de la couleur. Il dit n'avoir pratiquement rien peint d'autre que des natures mortes de fleurs à son arrivée en 1886. Il revendiquera sa prise de guerre :

« Si Jeannin a la pivoine, Quost la rose trémière, moi, avant les autres, j'ai pris le tournesol. »

— Vincent van Gogh, Lettre à Paul Gauguin, 21 janvier 1889.

### Analyses aux rayons X
En 2014, le Musée Van Gogh d'Amsterdam réalise une radiographie aux rayons X de sa version des Tournesols. Les radiographies montrent un travail au pinceau de Van Gogh appliqué vigoureusement et rapidement, révélant ainsi des indices sur son exécution. La peinture la plus épaisse est visible dans les têtes de tournesols elles-mêmes. L'analyse révèle également que Vincent a ajouté une bande de bois supplémentaire, d'environ 3 cm de large, pour étendre la toile de la version Amsterdam, peut-être en raison des dimensions du cadre prévues. Sans cette bande, les deux toiles sont pratiquement identiques (format standard français, dit « toile de 30 »). Le tableau s'avère très fragile, sensible à la luminosité et l'humidité ; en 2019, le musée prend la décision de ne plus le déplacer.
Dans Les Tournesols, le tableau de la National Gallery de Londres, la structure interne montre que Vincent a travaillé avec un espace initial non peint laissé en réserve pour une grande partie du bouquet de tournesols, défini d'abord comme un dessin au trait sommaire. Il a ensuite posé le fond peint uni, le finissant avec d'autres contours de peinture après que la majorité des fleurs ont été appliquées en couche épaisse. Van Gogh a suivi le même schéma général en créant la version d'Amsterdam,.

## Postérité

### Achats posthumes
En 1887, deux toiles sont exposées au restaurant le Grand Bouillon, avenue de Clichy à Paris. Paul Gauguin se les procure en les échangeant contre un de ses tableaux. Il exposera plus tard les deux toiles au-dessus de son lit, de la rue Vercingétorix.
En 1891, l'écrivain Octave Mirbeau achète le premier bouquet arlésien au père Tanguy, le fournisseur de peinture de Vincent van Gogh, pour 300 francs (900 euros de 2020).

### Destruction deVase avec cinq tournesols

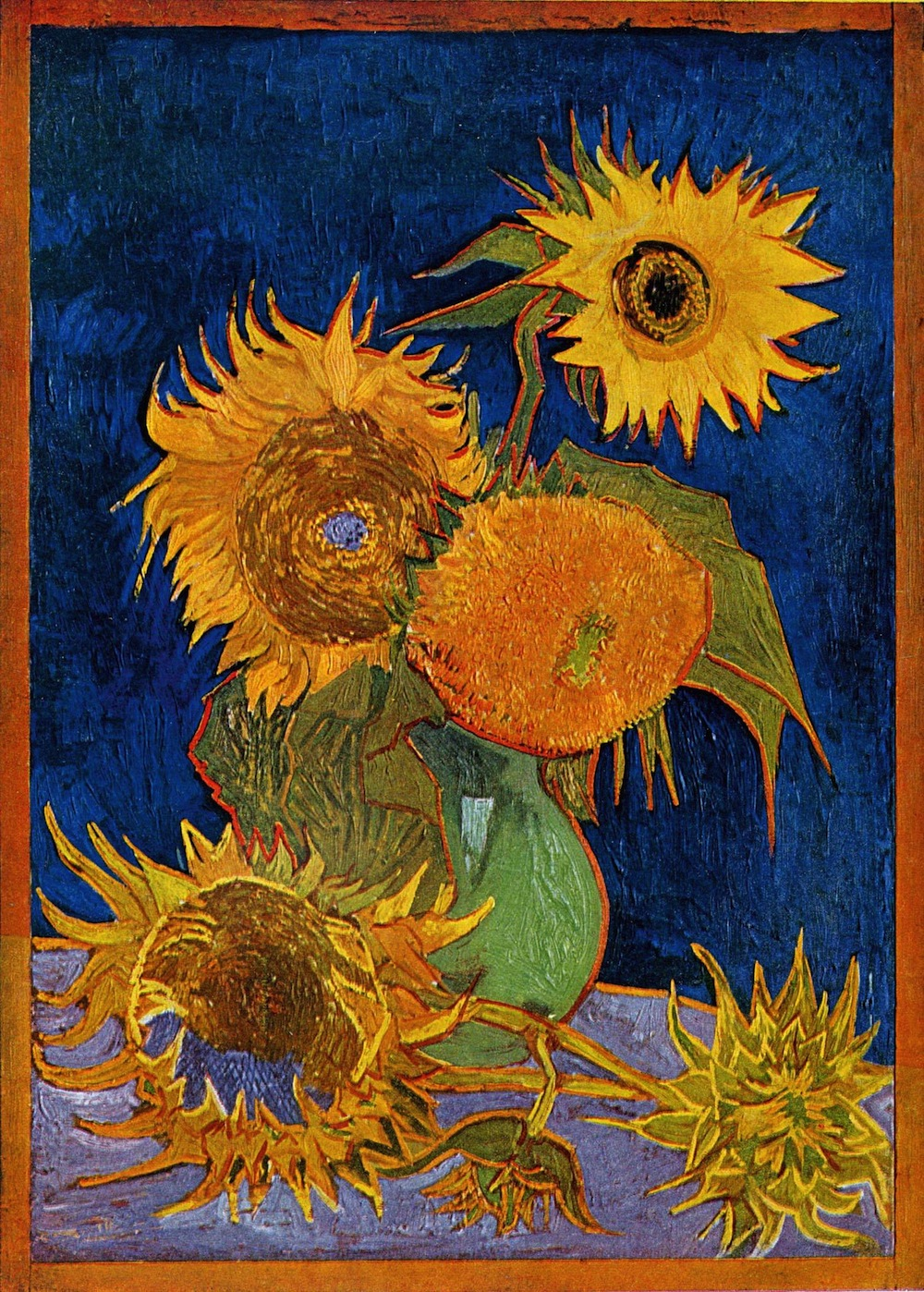
Vase avec cinq tournesols, 98 × 69 cm, août 1888, détruit entre le 4 et 5 août 1945, Japon.

Les 4 et 5 août 1945, l'armée américaine bombarde le Japon. La toile Vase aux cinq tournesols disparaît dans un incendie à Ashiya. Le tableau avait été acheté par Koyta Yamato en 1921. En 1922, le tableau est exposé à deux reprises. C'est au cours de sa seconde exposition, à Osaka, que le cadre extrêmement lourd du tableau tombe, endommageant le châssis, sans heureusement toucher la peinture elle-même. Yamato refuse donc par la suite que le chef-d'œuvre soit à nouveau exposé. On pense que le lourd châssis a joué un rôle dans la destruction du tableau au cours du bombardement américain, car il n'a pu être déplacé en raison du poids du cadre,,.

### Record aux enchères
En mars 1987, le magnat japonais de l'assurance Yasuo Goto achète l'un des tableaux pour l'équivalent de 40,8 millions d'euros lors d'une vente aux enchères chez Christie's à Londres, prix qui constitue à l'époque un record pour une œuvre de Van Gogh,. La polémique sur l'authenticité de la toile fera rage dix ans plus tard.

### Vandalisme
En octobre 2022, le tableau Vase avec quatorze tournesols exposé à la National Gallery de Londres, est victime de vandalisme. Deux  militantes écologistes du groupe Just Stop Oil ont en effet vidé deux boîtes de conserve de soupe à la tomate sur l'œuvre - protégée par une vitre - pour alerter sur la crise climatique,,.
En juillet 2024, les deux militantes de Just Stop Oil (JSO) qui ont jeté de la soupe sur le tableau sont reconnues coupables de dommages criminels. Bien que le tableau lui-même soit sorti indemne, le cadre italien du XVIIe siècle qui le soutenait a été endommagé lors du vandalisme.

## Dans la culture populaire

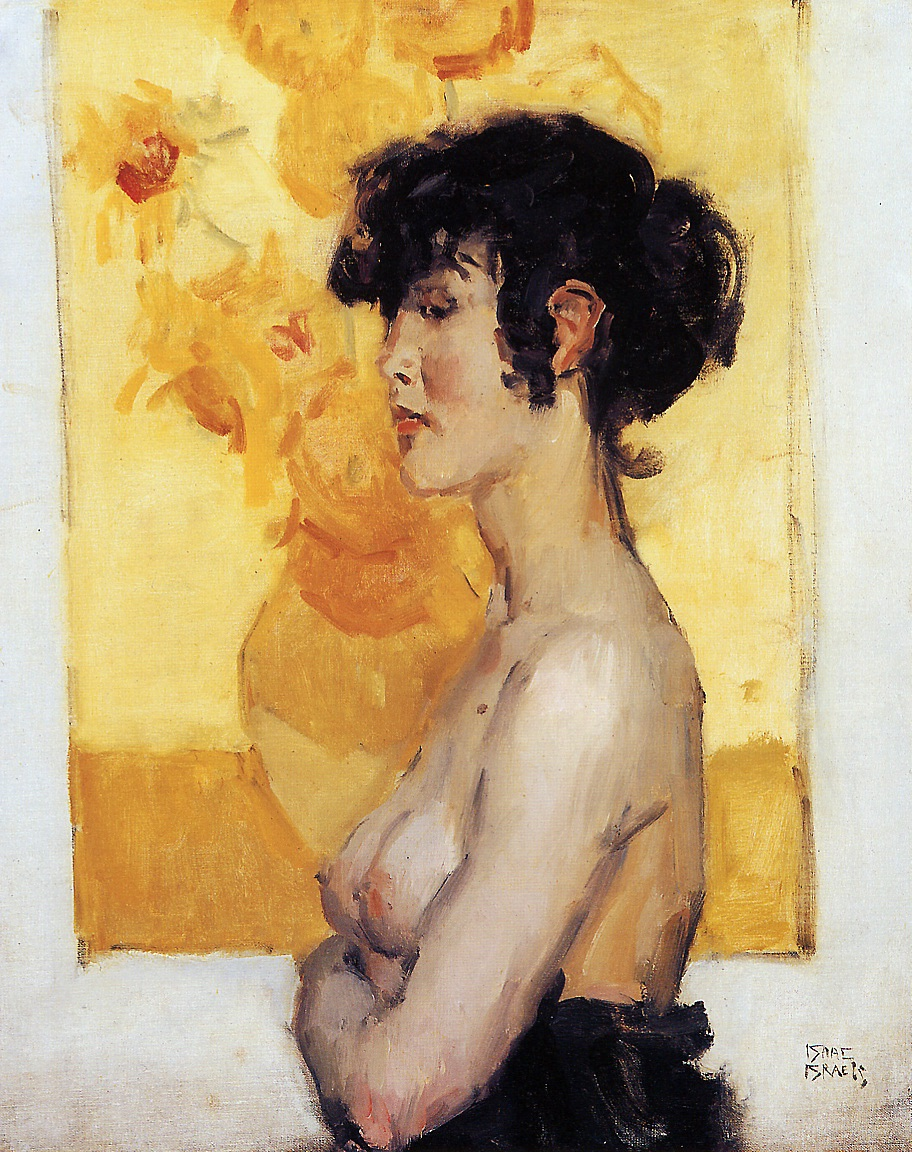
Femme devant Les Tournesols de Van Gogh, Isaac Israëls, 1917. Museum de Fundatie, Zwolle, Pays-Bas.

- En 1917, le peintre néerlandais Isaac Israëls fait apparaître l'un des tableaux dans une toile intitulée Femme devant Les Tournesols de Van Gogh.
- L'onéreuse acquisition d'un des tableaux par Yasuo Goto fait réagir le chanteur Jean Ferrat, qui compose en 1991 Les Tournesols, où il s'insurge de la somme mirobolante consacrée à cet achat et pense à la misère dans laquelle a vécu Vincent van Gogh. L'artiste avait déjà composé la chanson L'Homme à l'oreille coupée en hommage au peintre en 1962[15].
- Dans l'épisode 5 de la saison 5 de Doctor Who, la peinture est dédicacée au personnage Amy Pond.
- Les Tournesols sont au centre de l'intrigue du dix-neuvième film de la franchise Détective Conan sorti en 2015.
- L'un des tableaux, sous le titre de toile florale, est une des nombreuses toiles présentes dans le jeu vidéo Animal Crossing : New Horizon paru en 2020.
- Dans l'épisode 5 de Samurai champloo, l’œuvre d'un artiste japonais fictif (dans la version française) nommé Hishikawa Moronobu (dans la version anglaise) est présenté comme ayant inspiré Les Tournesols à Van Gogh.